# 1, 2, 3 Jovanotti
1, 2, 3 Jovanotti è stato un programma televisivo italiano di genere musicale trasmesso nel 1988 su Italia 1 e condotto da Jovanotti.

## Storia
Il programma è stato trasmesso al sabato e domenica pomeriggio dal 15 ottobre 1988 al 1º gennaio 1989 ed era registrato nella discoteca Rolling Stone di Milano.
Nella trasmissione hanno fatto il loro esordio gli 883 chiamati ai tempi “I Pop” con il brano Live in the Music.